# Bilene
Bilene   este un oraș în sud-estul Mozambicului, în  provincia Gaza, pe malul unei lagune maritime adiacente Oceanului Indian (laguna Bilene). Stațiune estivală pe malul acestei lagune și a oceanului.